# Присциан
Присциан Цезарейский (лат. Priscianus Caesariensis) — римский грамматик, родом из Цезареи в Мавретании, жил около 500 года н. э. Величайшим из его трудов является Institutiones Grammaticae («Грамматические наставления») — учебник латинского языка в 18 томах. В Средние века он являлся самым распространённым руководством по латинскому языку и послужил основанием для новейших работ по латинской филологии.

## Биография
Подробности жизни Присциана неизвестны. Считается, что он был греком, родился и вырос в Цезарии (современный Шаршал, Алжир) — столице римской провинции Мавретании. Если верить выдающемуся римскому писателю и ученому Кассиодору, то Присциан занимался преподаванием латинского языка в Константинополе. Кроме того, Присциан известен как автор латинского стихотворного панегирика императору Анастасию (491—518), написанного ок. 512 г.
Степень жизнеспособности латинского языка в Константинополе VI в. достаточно дискуссионна. Мнение Жильбера Дагрона, по которому греческий был доминирующим языком культуры, тогда как знание латинского было ограничено чиновниками императорской администрации, и латинский обычно не использовался императорским окружением, было поставлено под сомнение М. Саламоном , который утверждает, что латинский не был ограничен администрацией и небольшими общинами выходцев из Италии и Африки, и что интерес к латинской культуре был весьма сильным. Он показывает, что круг аристократов и чиновников, заинтересованных в равной мере греческими и латинскими штудиями, а также в связях с интеллектуалами на западе, концентрировался в широком интеллектуальном кружке вокруг грамматика Присциана. Он указывает также, что потребность в латыни как языке культуры в значительной мере сохранялась в течение VI века. Однако, такой взгляд большинству специалистов представляется преувеличенным.

## Труды

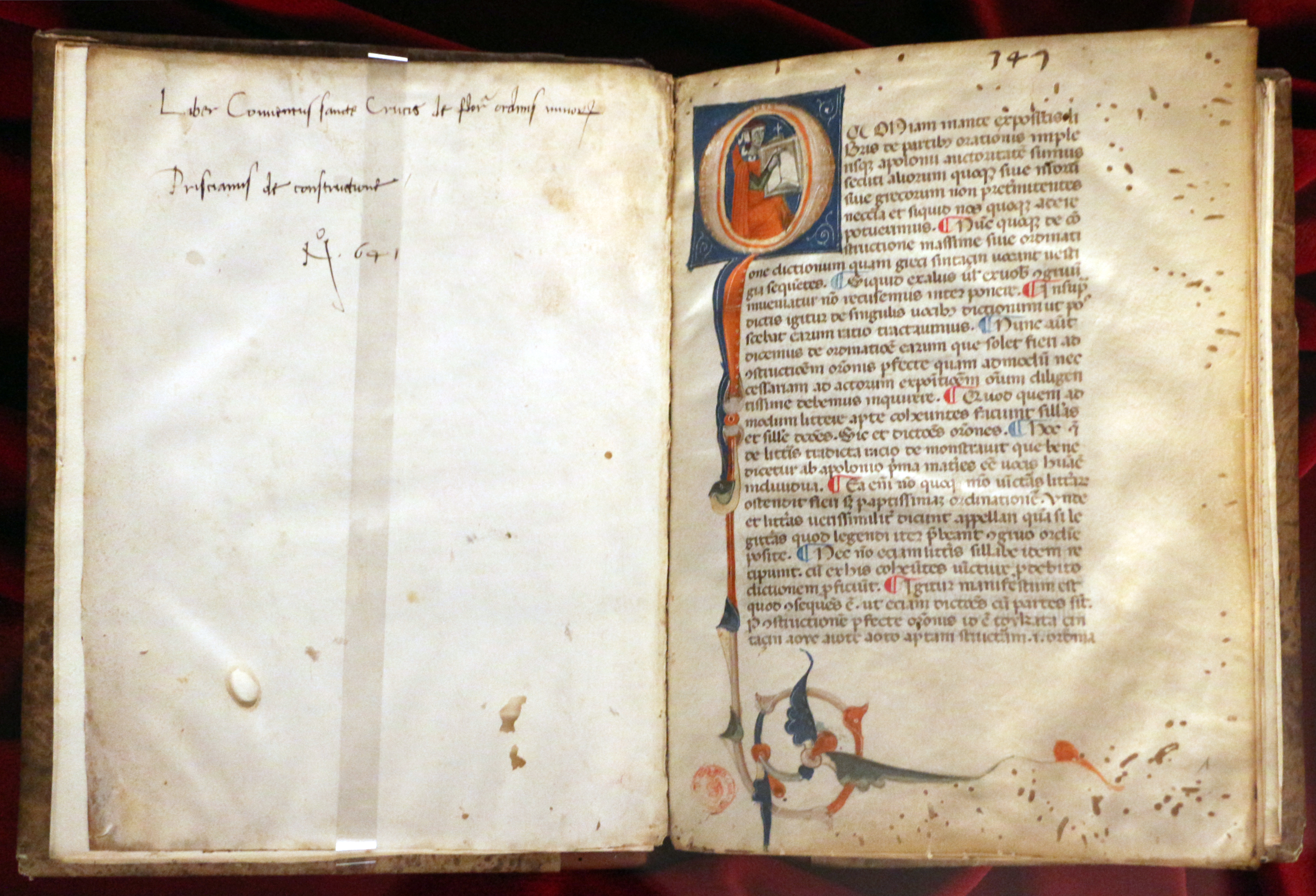
Institutiones Grammaticae, 1290 circa, Библиотека Лауренциана, Florence

Самая известная работа Присциана, Institutiones Grammaticae, представляет собой систематическое исследование латинской грамматики. Грамматика состоит из 18 книг. Из них в шестнадцати разбирается фонетика, словообразование и флективная система языка; остальные два тома относятся к синтаксису. В рукописях «Грамматических наставлений» содержатся примечание, что работа была скопирована (526, 527 г.) Флавием Теодором, писцом императорского секретариата.
Грамматика Присциана основана на ранних работах греческих ученых Геродиана и Аполлония. Её главными достоинствами являются полнота изложения и изобилие примеров. Благодаря Присциану сохранились многие фрагменты из произведений старых латинских авторов, которые в противном случае могли бы быть утрачены навсегда, в частности, Энния, Пакувия, Акция, Луцилия, Катона и Варрона. Но чаще всего Присциан цитирует Вергилия, Теренция, Цицерона и Плавта, а кроме того, Лукана, Горация, Ювенала, Саллюстия, Стация, Овидия, Ливия и Персия.
На грамматику Присциана неоднократно ссылались некоторые британские писатели VIII века — Альдхельм, Беда Достопочтенный, Алкуин. В IX веке франкский монах Рабан Мавр из Фульды выпустил её сокращенный вариант. Существует около тысячи манускриптов, в основе которых лежит копия, сделанная Флавием Теодором. Большинство копий содержат книги с первой по шестнадцатую (их иногда называют Priscianus major), некоторые включают (вместе с тремя книгами Ad Symmachum)только семнадцатую и восемнадцатую книги (Priscianus minor). И лишь немногие издания содержат обе части. Самые ранние манускрипты датируются девятым веком, хотя некоторые фрагменты были написаны ранее.
«Малые» работы Присциана — 6 грамматических и 2 поэтических:
- De figuris numerorum (О падежах числительных).
- De metris (fabularum) Terentii (О метре Теренция).
- Praeexercitamina rhetoricis (Грамматические предварительные упражнения) в III книгах дают краткое наставление в риторике на основе греческих риторических упражнений Гермогена.
- De nomine, pronomine, et verbo (О существительном, местоимении и глаголе), сокращенная версия его «Грамматических наставлений», предназначенная для преподавания грамматики латинского языка в школах.
- Partitiones xii versuum Aeneidos principalium — анализ первых двенадцати строк Энеиды Вергилия, представляющий собой любопытный образец античной методики обучения. При разборе используется методика «вопрос-ответ». Сначала автор рассматривает метр произведения, затем каждую строфу, и наконец внимательному и конструктивному разбору подвергается каждое слово.
- De accentibus (Об ударениях) — более поздний трактат несколько иного строения и стиля, приписанный Присциану («Псевдо-Присциан»).
- Панегирик императору Анастасию. В этом произведении из 312 строк Присциан выступает продолжателем традиций латинского стихотворного императорского панегирика, занимая место между Клавдианом и Сидонием, с одной стороны, и Кресконием Кориппом, с другой. Это первый из двух (наряду с Кориппом) примеров такого панегирика в Константинополе. Сочинение интересно тем, что параллельно ему греческий прозаический панегирик тому же императору выпустил Прокопий Газский.
- Periegesis, стихотворный перифраз географического сочинения Дионисия Периегета.

## Издания, переводы и исследования
- Эта статья (раздел) содержит текст, взятый (переведённый) из одиннадцатого издания «Британской энциклопедии», перешедшего в общественное достояние.
- Prisciani grammatici Caesarensis Institutionum grammaticarum libri XVIII // Grammatici Lalini. Vol. II-III / Rec. H. Keil / Ed. M. Hertzil. — Lips., 1855—1859.
- Prisciani institutionum grammaticalium librorum I-XVI, indices et concordantiae / Curantibus Cirilo Garcia Roman, Marco A. Gutierrez Galindo. — Hildesheim, New York: Olms-Weidmann, 2001.
- Priscianus Periegesis // GGM. — V. II. — P. 190—191.
- Coyne P. Priscian's De laude Anastasii imperatoris. — McMaster Univ., 1988.
- Присциан. Панегирик Анастасию / Прозаич. пер. Н. Н. Болгова // Классическая и византийская традиция. 2014. — Белгород, 2014. — С. 279—286. ISBN 978-5-9905516-8-8
- Присциан. Фрагменты / Пер. с лат. яз. и примеч. Н. Н. Болгова, А. М. Болговой // Hypothekai: Журн. по истории антич. пед. культуры. — Вып. 3: Образование в Поздн. Античности. — М.: Аквилон, 2019. — С. 121—145.
- Encarta Encyclopedia, 2002.+
- Priscien. Transmission et refondation de la grammaire, de l’antiquité aux modernes / éd. M. Baratin, B. Colombat, L. Holtz. — Brepols Publishers, 2009. ISBN 978-2-503-53074-1
- Croke B. Poetry and Propaganda: Anastasius I as Pompey // Greek, Roman and Byzantine studies. — 2008. — 48. — P. 447—466.
- Salamon M. Priscianus und sein Schülerkreis in Konstantinopel // Philologus. — 1979. — 123. — S. 91—96.
- Davis M. T. Priscian and the West // Byzantine Studies Conference. — Chicago, 1982.
- Болгов Н. Н., Болгова А. М. Присциан Грамматик и его наследие // Hypothekai: Журн. по истории антич. пед. культуры. — Вып. 3: Образование в Поздн. Античности. — М.: Аквилон, 2019. — С. 104—120.
- Болгов К. Н. Присциан и итоговая систематизация латинской грамматики в Константинополе VI в. // Каразінськi читання (iст. науки). — Харків, 2012. С. 132—133.
- Болгов К. Н. Итоговая систематизация латинской грамматики в Константинополе VI в. // Проблемы истории и археологии Украины. — Харьков, 2012. — С. 82—83.
- Болгов К. Н. Латинский эпический панегирик в Ранней Византии: (Присциан и Корипп) // Молодежь – науке. 2012. — Псков, 2012. — Т. 1. — С. 93—95.
- Болгов Н. Н. «Панегирик императору Анастасию» Присциана // Софія Київська: Візантія. Русь. Україна. — Вип. ІV: Зб. наук. праць, присвяч. 170-літтю з дня народж. Н.П. Кондакова (1844–1925). – К., 2014. - С. 270–293.
- Болгова А. М., Агаркова Ю. Н. Риторическая структура панегириков Прокопия Газского и Присциана // Классическая и византийская традиция. 2014. — Белгород, 2014. — С. 177—185. ISBN 978-5-9905516-8-8